# Międzynarodowy Konkurs Pianistyczny im. Maj Lind w Helsinkach
Międzynarodowy Konkurs Pianistyczny im. Maj Lind w Helsinkach — konkurs pianistyczny organizowany przez Akademię Sibeliusa odbywający się co 5 lat w Helsinkach (Finlandia). Pierwsza międzynarodowa edycja konkursu odbyła się w 2002 roku. Konkurs jest członkiem Światowej Federacji Międzynarodowych Konkursów Muzycznych w Genewie (WFMIC). 

## Zwycięzcy konkursu
2022 — Piotr Pawlak
2017 — Mackenzie Melemed
2012 — Sergei Redkin
2007 — Sofya Gulyak
2002 — Alberto Nosè